# Trojan Horse
Trojan Horse (englisch für „Trojanisches Pferd“) ist ein Lied der niederländischen Popband Luv’ aus dem Jahr 1978.

## Entstehung und Veröffentlichung
Geschrieben wurde das Lied von Janschen en Janschens. Den Text verfasste er auf Englisch, während er die Musik in E-Dur mit 127 Schlägen pro Minute komponierte. Für die Produktion zeichnete Hans van Hemert verantwortlich.
Die Erstveröffentlichung von Trojan Horse erfolgte im August 1978 bei Philips Records, als Teil von Luv’s Debütalbum Love with Luv’ (Katalognummer: 6423 115). Am 11. November desselben Jahres erschien das Lied als vierte Singleauskopplung aus dem Album. Diese erschien als 7″-Single mit der B-Seite Life Is on My Side (Katalognummer: 6012 858). Am 11. Februar 2022 erschien eine digitale 2-Track-Remixsingle bei Cloud 9. Um das Lied zu bewerben, erfolgte im deutschsprachigen Raum ein Liveauftritt in der ZDF-Musikshow disco am 19. Februar 1979.

## Kommerzieller Erfolg

### Chartplatzierungen
| ChartsChartplatzierungen  | Höchstplatzierung | Wochen/ Monate |
| ------------------------- | ----------------- | -------------- |
| Deutschland (GfK)         | 3 (22 Wo.)        | 22 Wo.         |
| Niederlande (Media Markt) | 1 (11 Wo.)        | 11 Wo.         |
| Österreich (Ö3)           | 2 (4 Mt.)         | 4 Mt.          |
| Schweiz (IFPI)            | 2 (12 Wo.)        | 12 Wo.         |

| ChartsJahrescharts (1978) | Platzierung |
| ------------------------- | ----------- |
| Niederlande (Media Markt) | 68          |

| ChartsJahrescharts (1979) | Platzierung |
| ------------------------- | ----------- |
| Deutschland (GfK)         | 15          |
| Österreich (Ö3)           | 10          |
| Schweiz (IFPI)            | 19          |

### Auszeichnungen für Musikverkäufe
| Land/Region        | Auszeichnungen für Musikverkäufe (Land/Region, Auszeichnung, Verkäufe) | Verkäufe |
| ------------------ | ---------------------------------------------------------------------- | -------- |
| Niederlande (NVPI) | Platin                                                                 | 150.000  |
| Insgesamt          | 1× Platin ·                                                            | 150.000  |